# Álex Pineda Chacón
Álex Pineda Chacon (Santa Cruz de Yojoa, 31 dicembre 1969) è un ex calciatore honduregno, di ruolo centrocampista.

## Caratteristiche tecniche
Giocava come centrocampista offensivo.

## Carriera

### Club
Pineda Chacón passò la parte iniziale della carriera nel Club Olimpia in Honduras, vincendo sei campionati nazionali e una CONCACAF Champions' Cup, nel 1988. Ha inoltre partecipato a quattro partite di Copa Libertadores con lo Sporting Cristal prima di trasferirsi negli Stati Uniti.
Nel 2001 passò al Miami Fusion in quella che poi si rivelerà l'ultima stagione della società in Major League Soccer prima del suo scioglimento. Con Preki, Diego Serna, Ian Bishop e Chris Henderson formò un buon reparto offensivo, concludendo con 19 reti e 9 assist in 25 gare, diventando il capocannoniere della stagione 2001 e vincendo il titolo di MVP.
Dopo lo smantellamento del suo vecchio club fu scelto dai New England Revolution nel 2002, ma la contemporanea presenza di Taylor Twellman e del tecnico inglese Steve Nicol gli impedirono di mantenersi sui livelli della stagione precedente. Passò dunque ai Columbus Crew ma stavolta fu Kyle Martino ad occupare il posto da titolare; trasferitosi ai Los Angeles Galaxy, la sua situazione non migliorò e fu dunque spinto dalla mancanza di spazio al trasferimento in A-League, dove giocò con gli Atlanta Silverbacks fino al suo ritiro, avvenuto nel 2006.

### Nazionale
Con la Nazionale di calcio dell'Honduras conta 30 presenze e 3 reti.

## Palmarès

### Club

#### Competizioni nazionali
- Campionato honduregno: 6

Olimpia: 1989, 1992, 1995, 1996, 1998, 2000
- Campionato peruviano: 1

Sporting Cristal: 1995
- MLS Supporters' Shield: 1

Miami Fusion: 2001

#### Competizioni internazionali
- CONCACAF Champions' Cup: 1

Olimpia: 1988

### Individuale
- Capocannoniere del campionato honduregno di calcio: 1

1992 (12 gol)
- Capocannoniere della Major League Soccer: 1

2001 (19 gol)
- MLS Best XI: 1

2001
- MVP della Major League Soccer: 1

2001